# Drivemode
Drivemode（ドライブモード, 英: Drivemode, Inc.）は、アメリカ合衆国のシリコンバレーに本社を置く、本田技研工業の子会社であり、ホンダの電動化においてソフトウェア戦略策定から開発までを広範囲に担う。2014年に設立されたスタートアップを2019年に買収後、スタートアップの文化、アジャイル開発、グローバル採用、日本支店の英語公用語、アジャイル開発、IT特化の開発環境や給与水準などを残したまま拡大している。

## 概要
「ホンダを世界ナンバーワンのモビリティソフトウェア企業に変革する」というミッションを掲げ、ホンダの四輪事業・二輪事業に対してソフトウェア戦略策定、ソフトウェア開発、ソフトウェアR&D、技術コンサルティング、DXコンサルティングを行っている。本社所在地はカリフォルニア州レッドウッドシティ。東京に開発拠点を置き、多国籍のエンジニアリングチームを持つ。CEOはボストンのカーシェアリング企業役員やベンチャーキャピタリストの経歴で知られる古賀洋吉。同氏はホンダ本社の「グローバルＵＸオフィサー」としてＵＸに関する意思決定の全責任を持ち、アメリカン・ホンダ・モーターズの「デジタル戦略オフィス統括」も兼務しているため、Drivemodeは北米を起点とするホンダのグローバルなソフトウェア戦略・開発体制強化の中心を担っている。

## 沿革
2014年に運転者向けのスマートフォン向けアプリケーションを提供するIT企業として設立。2017年になどから合計920万ドル（10億円強）を調達した。2019年に本田技研工業グループ初の買収として、同社を完全子会社化した。